# Yassin Mikari
Yassin Mikari ou Yassine Mikari (arabe : ياسين الميكاري), né le 9 janvier 1983 à Zurich en Suisse, est un footballeur international tuniso-suisse qui évoluait en tant qu'arrière gauche. Il mesure 1,72 m pour 67 kg.

## Parcours

### Clubs
Formé dans les équipes de jeunes du FC Zurich, il rallie l'autre club de la ville, Grasshopper, en 2001, pour découvrir l'élite le 4 mai 2002, à l'âge de 19 ans. Presque sans temps de jeu, il s'installe au début de la saison 2003-2004 au FC Lucerne, où il joue davantage. Mikari est acquis en janvier 2005 par le FC Winterthour, avant d'être racheté par son ancien club de Grasshopper en janvier 2007.
En janvier 2009, alors qu'il est blessé, il quitte son club suisse pour rejoindre le club français du FC Sochaux,. Peu de temps après le déménagement, Mikari annonce qu'il a l'intention de jouer dans sa carrière au sein de la Ligue 1. Dès lors, Mikari s'impose comme ailier. En 2009-2010, il joue un total de 37 matchs et marque deux buts : le premier le 28 novembre 2009, à domicile contre Nice (1-0), et le deuxième le 13 décembre 2009, à domicile contre Grenoble (1-0).
Durant la saison 2010-2011, Mikari ne joue que six matchs ; il est blessé pendant sept mois avant de revenir à la fin de la saison pour jouer contre le Stade brestois, le 2 avril 2011.
Sur un transfert libre le 13 juillet 2013, il revient en Suisse pour signer à son ancien club du FC Lucerne. Le 7 juillet 2014, il signe un contrat de deux ans avec le Club africain qui évolue en Ligue I. À la fin du contrat, il s'engage avec le club suisse du FC Schaffhouse où il marque dix buts en 28 matchs.   
Il est par ailleurs passionné de billard.

### Sélection nationale
Mikari joue pour l'équipe de Suisse espoirs durant les qualifications pour l'Euro 2004 espoirs. Au niveau senior, il est appelé par la Tunisie pour la coupe d'Afrique des nations 2008 puis pour la coupe d'Afrique des nations 2010.
Avant la coupe d'Afrique des nations 2015, déçu de ne pas faire partie de la sélection, il décide de mettre un terme à sa carrière internationale.

## Statistiques détaillées
| Saison                | Club                  | Championnat           | Championnat | Championnat | Coupe(s) nationale(s) | Coupe(s) nationale(s) | Compétition(s) continentale(s) | Compétition(s) continentale(s) | Compétition(s) continentale(s) | Tunisie | Tunisie | Total | Total |
| Saison                | Club                  | Division              | M.          | B.          | M.                    | B.                    | Comp.                          | M.                             | B.                             | M.      | B.      | M.    | B.    |
| 2001-2002             | Grasshopper Zurich    | Nationalliga A        | 2           | 1           | -                     | -                     | -                              | -                              | -                              | -       | -       | 2     | 1     |
| 2002-2003             | Grasshopper Zurich    | Nationalliga A        | 3           | 0           | -                     | -                     | C3                             | 1                              | 0                              | -       | -       | 4     | 0     |
| Sous-total            | Sous-total            | Sous-total            | 5           | 1           | 0                     | 0                     | -                              | 1                              | 0                              | 0       | 0       | 6     | 1     |
| 2003-2004             | FC Lucerne            | Challenge League      | 30          | 7           | 2                     | 0                     | -                              | -                              | -                              | -       | -       | 32    | 7     |
| 2004-2005             | FC Lucerne            | Challenge League      | 10          | 2           | 2                     | 0                     | -                              | -                              | -                              | -       | -       | 12    | 2     |
| Sous-total            | Sous-total            | Sous-total            | 40          | 9           | 4                     | 0                     | -                              | 0                              | 0                              | 0       | 0       | 44    | 9     |
| 2004-2005             | FC Winterthour        | Challenge League      | 14          | 1           | -                     | -                     | -                              | -                              | -                              | -       | -       | 14    | 1     |
| 2005-2006             | FC Winterthour        | Challenge League      | 27          | 0           | 5                     | 1                     | -                              | -                              | -                              | -       | -       | 32    | 1     |
| 2006-2007             | FC Winterthour        | Challenge League      | 16          | 3           | 3                     | 1                     | -                              | -                              | -                              | -       | -       | 19    | 4     |
| Sous-total            | Sous-total            | Sous-total            | 57          | 4           | 8                     | 2                     | -                              | 0                              | 0                              | 0       | 0       | 65    | 6     |
| 2006-2007             | Grasshopper Zurich    | Super League          | 17          | 1           | 1                     | 0                     | -                              | -                              | -                              | -       | -       | 18    | 1     |
| 2007-2008             | Grasshopper Zurich    | Super League          | 28          | 0           | 3                     | 0                     | -                              | -                              | -                              | 10      | 0       | 41    | 0     |
| 2008-2009             | Grasshopper Zurich    | Super League          | 13          | 1           | 2                     | 0                     | CI+C3                          | 3+1                            | 0+0                            | 3       | 1       | 22    | 2     |
| Sous-total            | Sous-total            | Sous-total            | 58          | 2           | 6                     | 0                     | -                              | 4                              | 0                              | 13      | 1       | 81    | 3     |
| 2008-2009             | FC Sochaux            | Ligue 1               | 15          | 0           | -                     | -                     | -                              | -                              | -                              | 1       | 0       | 16    | 0     |
| 2009-2010             | FC Sochaux            | Ligue 1               | 30          | 2           | 2                     | 1                     | -                              | -                              | -                              | 9       | 0       | 41    | 3     |
| 2010-2011             | FC Sochaux            | Ligue 1               | 6           | 0           | -                     | -                     | -                              | -                              | -                              | 1       | 0       | 7     | 0     |
| 2011-2012             | FC Sochaux            | Ligue 1               | 19          | 0           | 1                     | 1                     | C3                             | 2                              | 0                              | -       | -       | 22    | 1     |
| 2012-2013             | FC Sochaux            | Ligue 1               | 12          | 1           | 3                     | 1                     | -                              | -                              | -                              | 2       | 0       | 17    | 2     |
| Sous-total            | Sous-total            | Sous-total            | 82          | 3           | 6                     | 3                     | -                              | 2                              | 0                              | 13      | 0       | 103   | 6     |
| 2013-2014             | FC Lucerne            | Super League          | 30          | 2           | 4                     | 0                     | -                              | -                              | -                              | 6       | 0       | 40    | 2     |
| 2014-2015             | Club africain         | Ligue 1               | 18          | 1           | 1                     | 0                     | C3                             | 1                              | 0                              | -       | -       | 20    | 1     |
| 2015-2016             | Club africain         | Ligue 1               | 5           | 2           | -                     | -                     | -                              | -                              | -                              | -       | -       | 5     | 2     |
| Sous-total            | Sous-total            | Sous-total            | 23          | 3           | 1                     | 0                     | -                              | 1                              | 0                              | 0       | 0       | 25    | 3     |
| 2016-2017             | FC Schaffhouse        | Challenge League      | 12          | 4           | -                     | -                     | -                              | -                              | -                              | -       | -       | 12    | 4     |
| 2017-2018             | FC Schaffhouse        | Challenge League      | 16          | 6           | -                     | -                     | -                              | -                              | -                              | -       | -       | 16    | 6     |
| Sous-total            | Sous-total            | Sous-total            | 28          | 10          | 0                     | 0                     | -                              | 0                              | 0                              | 0       | 0       | 28    | 10    |
| Total sur la carrière | Total sur la carrière | Total sur la carrière | 323         | 34          | 28                    | 5                     | -                              | 7                              | 0                              | 32      | 1       | 390   | 40    |

## Palmarès
Il est champion de Suisse en 2003 avec le Grasshopper Zurich. Il remporte un second titre avec le Club africain comme champion de Tunisie en 2015.

## Buts internationaux
|    | Date            | Lieu                                | Adversaire | Résultat | Compétition                             |
| -- | --------------- | ----------------------------------- | ---------- | -------- | --------------------------------------- |
| 1. | 11 octobre 2008 | Stade du 7-Novembre, Radès, Tunisie | Seychelles | 5-0      | Éliminatoires de la coupe du monde 2010 |